# Ernolatia moorei
Ernolatia moorei är en fjärilsart som beskrevs av Frederick Wollaston Hutton 1865. Ernolatia moorei ingår i släktet Ernolatia och familjen silkesspinnare. Inga underarter finns listade i Catalogue of Life.

## Bildgalleri

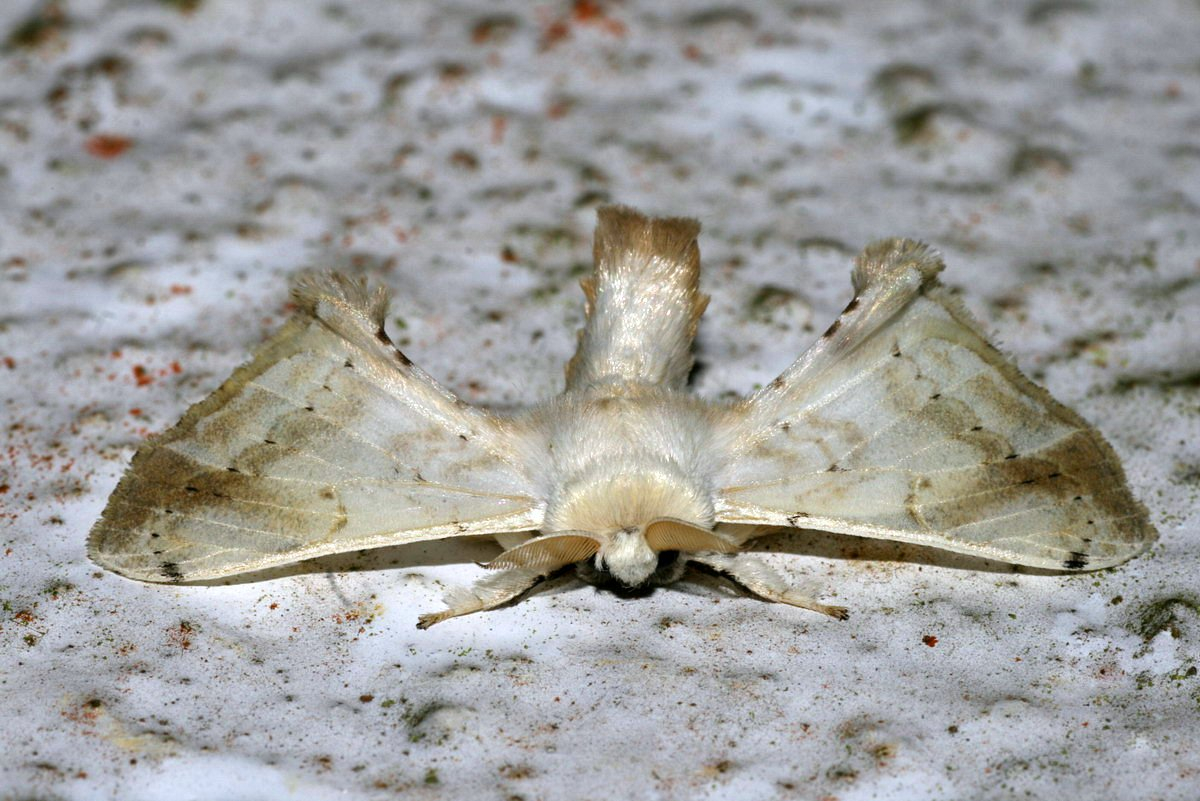